# 前田町 (瀬戸市)
前田町（まえだちょう）は、愛知県瀬戸市深川連区の町名。丁番を持たない単独町名である。

## 地理
- 瀬戸市の中央部に位置する[8]。西を薬師町、北を杉塚町、東を東郷町、南を陶生町と隣接している[8]。
- 住宅と陶磁器問屋や陶磁器原料店が混在し、西部を幹線の市道中橋線が南北に通る[8]。

### 学区
市立小・中学校に通う場合、学区は以下の通りとなる。また、公立高等学校普通科に通う場合の学区は以下の通りとなる。
| 番・番地等 | 小学校                 | 中学校                 | 高等学校 |
| ---------- | ---------------------- | ---------------------- | -------- |
| 全域       | 瀬戸市立にじの丘小学校 | 瀬戸市立にじの丘中学校 | 尾張学区 |

## 歴史

### 町名の由来
この地は、明治時代の瀬戸村字前田の一部だったが、地元の有志が有力者の桜井林蔵氏の桜の一字を借りて桜町と名付けた。ところが、1940年（昭和15年）戦争が激しくなると県のほうから桜町天皇が居られるので遠慮するようにとの通知があったため、元の字名を用いて前田町としたと伝えられる。

### 沿革
- 1942年（昭和17年）1月9日 - 瀬戸市大字瀬戸字前田の一部により、同市前田町として成立[2]。

## 世帯数と人口
2025年（令和7年）2月1日現在の世帯数と人口は以下の通りである。
| 町丁   | 世帯数 | 人口  |
| ------ | ------ | ----- |
| 前田町 | 70世帯 | 166人 |

### 人口の変遷
国勢調査による人口の推移
| 1995年（平成7年）  | 150人 | [ 12 ] |  |
| 2000年（平成12年） | 135人 | [ 13 ] |  |
| 2005年（平成17年） | 100人 | [ 14 ] |  |
| 2010年（平成22年） | 98人  | [ 15 ] |  |
| 2015年（平成27年） | 134人 | [ 16 ] |  |
| 2020年（令和2年）  | 152人 | [ 17 ] |  |

### 世帯数の変遷
国勢調査による世帯数の推移。
| 1995年（平成7年）  | 65世帯 | [ 12 ] |  |
| 2000年（平成12年） | 55世帯 | [ 13 ] |  |
| 2005年（平成17年） | 41世帯 | [ 14 ] |  |
| 2010年（平成22年） | 41世帯 | [ 15 ] |  |
| 2015年（平成27年） | 59世帯 | [ 16 ] |  |
| 2020年（令和2年）  | 60世帯 | [ 17 ] |  |

## 交通

### 鉄道
町内に鉄道は走っていない。最寄り駅は名鉄瀬戸線尾張瀬戸駅になる。

### バス
町内にバスは走っていない。最寄りのバス停は、名鉄バス「しなの線（瀬戸北線）」【1】【1H】【2】【2H】【3】【4】系統、同「本地ヶ原線」【10】系統の中橋バス停・陶祖公園バス停になる。

### 道路
町内に国道・県道は走っていない。

## 施設
- 瀬戸信用金庫 瀬戸東支店[8] ： 金融機関コード（店舗コード）は1554（003）。窓口は平日のみ、ATMは土日祝も営業。1942年（昭和17年）開設[18]。
- ヤマタ水野陶器 ： 日常雑器から業務用食器まで、幅広い陶磁器類が豊富に揃う瀬戸物の店[19]。
- 旧・陶の路ポケットパーク ： 瀬戸市中心市街地にある公共施設駐車場であったが、2025年現在、閉鎖中。
- 深川児童遊園 ： コンビネーション遊具と鉄棒、砂場があり、陶祖春慶翁宅趾の碑がある。

- 瀬戸信用金庫 瀬戸東支店
- ヤマタ水野陶器
- 旧・陶の路ポケットパーク
- 深川児童遊園

## その他

### 日本郵便
- 郵便番号 : 489-0828[6]（集配局：瀬戸郵便局[20]）。